# 니와 히데노부
니와 히데노부(일본어: 丹羽秀延, 1690년 ~ 1728년 6월 12일)는 일본 에도 시대의 다이묘로, 니혼마쓰번의 4대 번주이다. 어릴적 이름은 고로사부로(五郎三郎)이며, 본래 이름은 요시시게(尹重)이다. 관위는 종4위하, 사쿄노다이부(左京大夫)이다.
선대 번주 니와 나가유키의 장남으로 태어났다. 1701년에 아버지가 사망하면서 번주 자리를 계승하였다. 상속 당시의 이름은 요시시게였으나 1724년에 히데노부로 개명하였다. 임기 중에 천재지변 등으로 농업 지대가 타격을 입어 흉년이 이어졌으며, 막부로부터 1703년 에도 성 수리, 1708년 도카이도 재해 복구 헌금, 1711년 조선통신사 접대역의 임무를 부여받아 번의 재정적 부담이 극심해졌다. 1727년에는 에도의 번저에도 화재가 일어났다. 1728년, 39세의 나이로 사망하였고, 후사가 없어 니와 나가미치의 아들 니와 다카히로가 양자가 되어 그 뒤를 이었다.